# Московский научно-исследовательский институт эпидемиологии и микробиологии
Московский научно-исследовательский институт эпидемиологии и микробиологии имени Г. Н. Габричевского — научно-исследовательский институт Москвы, занимающийся вопросами эпидемиологии и микробиологии. Входит в структуры Роспотребнадзора.
Институт находится по адресу: Москва, ул. Адмирала Макарова, дом 10.

## История
Первый в России бактериологический институт был открыт при Московском университете 12 марта 1895 года Георгием Норбертовичем Габричевским. Задачей созданного института было лечение инфекций. Первоначально при Новоекатерининской больнице в Успенском переулке (дом 12) был создан «музеум», который в дальнейшем вырос в институт.
Первым директором стал его основатель. В 1908 году его сменил Н. М. Берестнев. В институте в разное время работали учёные П. В. Циклинская, Л. А. Чугаев, Е. И. Марциновский, В. И. Кедровский, Ф. М. Блюменталь, М. Б. Вермель, С. С. Маркина.
С первых дней работы институт приступил к изготовлению противодифтерийной сыворотки, затем ввел её во врачебную практику. Институтом было установлено значение гемолитического стрептококка как возбудителя скарлатины и разработана вакцина против этой болезни. Изучалась кишечная палочка и её роль в патологии человека. В 1946 году под руководством профессора Н. В. Холчева было начато производство первого отечественного гамма-глобулина.
В 1979 году Московскому институту эпидемиологии и микробиологии было присвоено имя Г. Н. Габричевского.
В настоящее время в институте продолжаются работы по созданию вакцинных препаратов. Разработаны брюшнотифозная спиртовая вакцина, Vi-антиген, рибосомальные дизентерийные вакцины, менингококковые вакцины А и А+С b lh, разработаны и внедрены биопрепараты-пробиотики, эубиотики (бифидумбактерин, бификол, ацилакт). На базе института работают два диссертационных совета по специальностям микробиология и биотехнология, клиническая иммунология и аллергология.

## Руководство
Руководство института по году назначения:
- 1895 — Габричевский, Георгий Норбертович
- 1908 — Берестнев, Николай Михайлович
- 1919 — Финкельштейн, Юлий Абрамович
- 1923 — Кацин, Рахиль Израилевна
- 1937 — Шатров, Иван Иванович
- 1952 — Каштанова, Мария Георгиевна
- 1959 — Диденко, Семен Иванович
- 1963 — Шатров, Иван Иванович
- 1977 — Никитин, Дмитрий Петрович
- 1989 — Шендеров, Борис Аркадьевич
- 1995 — Алёшкин, Владимир Андрианович
- 2018 — Комбарова, Светлана Юрьевна

## Структура
В состав института входят 5 отделов, включающие 17 лабораторий, клинический отдел, поликлинический отдел, консультативно-диагностический центр.
В институте работают 4 академика, 7 профессоров, 17 докторов и 58 кандидатов медицинских и биологических наук.
Научные центры:
- Национальный научно-методический центр по надзору за корью и краснухой
- Референс-лаборатория ЕРБ ВОЗ по кори и краснухе для стран СНГ.
- Региональная референс лаборатория сети ВОЗ инвазивных бактериальных заболеваний, управляемых вакцинацией.
- Референс-центр по мониторингу за возбудителями кори, краснухи, эпидемического паратита, коклюша и дифтерии Роспотребнадзора.
- Научно-методический центр по изучению и идентификации бактериофагов Роспотребнадзора.
- Государственная коллекция микроорганизмов — представителей нормальной микрофлоры человека и животных.